# 후쿠오카발 지역 드라마
후쿠오카발 지역 드라마(福岡発地域ドラマ)는 NHK 후쿠오카 방송국이 2002년부터 매년 1개씩 제작중인 텔레비전 드라마 시리즈이다.

## 작목록
- 2002년 《우키하~소년들의 여름~》
- 2003년 《겐카이~내가 바다에~》
- 2004년 《내로라 사무라이!》
- 2005년 《언젠가 만날 도시》
- 2006년 《날지했습니다 지금》
- 2008년 《하카타 하타오토》
- 2009년 《어머니에》
- 2010년 《낯선 우리 도시》
- 2011년 《아버지 배틀!》
- 2012년 《스위트!~아아, 달콤한 청춘야~》
- 2013년 《씁쓸하고 달콤한~희망의 차~》
- 2014년 《여기에 있는 행복》
- 2015년 《지극히 숲 집》
- 2016년 《다카라 때》
- 2017년 《You May Dream~유 메이 드림》
- 2018년 《롯폰마쓰 사랑한 법 개혁》

## 같이 보기
- 지역발 드라마